# Asócio III de Taraunitis
Asócio III (em latim: Asotius; em grego: Ασώτιος; romaniz.: Asṓtios; em armênio: Աշոտ; romaniz.: Ašot; em árabe: Ašūṭ ibn Girgūr ou ibn Ṭurnīq; fl. c. 900-967) foi o último governante independente de Taraunitis, uma região do sul da Armênia, de cerca de 940 até sua morte em 967. 

## Nome
Asócio (Asotius; Ασώτιος, Asṓtios) é a forma latina e grega do armênio Axote (Աշոտ, Ašot), cuja origem é desconhecida. Foi registrado em árabe como Axote (آشُوط, ʔāšūṭ) e em georgiano como Axote / Axoti (აშოტ(ი), Ašoṭ(i)).

## Vida

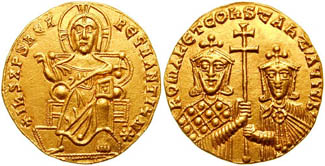
Soldo de r. e r.

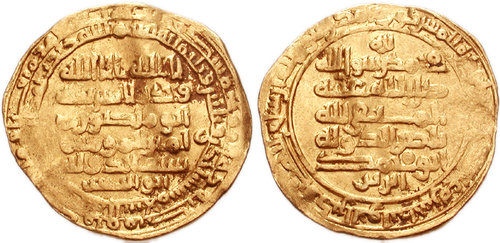
Dinar de ouro de Ceife Adaulá r.

Asócio era um filho natural de Gregório I de Taraunitis e meio-irmão de Pancrácio II de Taraunitis. A família era um ramo da dinastia bagrátida. Pouco de sabe sobre sua infância. Segundo o Sobre a Administração do Império do imperador Constantino VII Porfirogênito (r. 913–959), em sua juventude ele visitou Constantinopla e recebeu o título de protoespatário, um evento datado pelo historiador e genealogista Cyril Toumanoff em cerca de 900. Uma segunda visita, datada por Toumanoff em cerca de 920, resultou na concessão do título de patrício.
Após a morte de Gregório I (em algum momento entre 923 e 936), Asócio e seu meio-irmão Pancrácio assumiram o governo, mas o poder deles foi limitado a apenas uma parte de Taraunitis: cerca de metade do território foi controlado pelo primo deles Tornício, o filho do tio deles Apoganem, que também mantinha o título de patrício. Uma luta eclodiu entre os primos, forçando Tornício a legar seus domínios para o imperador bizantino, Romano I Lecapeno (r. 920–944). Quando Tornício morreu, Romano enviou emissários para controlar os territórios prometidos, mas Asócio e Pancrácio conseguiram persuadir o imperador a deixar os domínios de Tornício para eles em troca da fortaleza de Olnute.
Por 940, Pancrácio II morreu e Asócio reinou como príncipe único de Taraunitis. Naquele ano, o príncipe hamadânida Ceife Adaulá (r. 945–967) invadiu a Armênia. O historiador árabe ibne Zafir relata que Ceife Adaulá devastou Taraunitis e sitiou sua capital, Muxe. Posteriormente, Asócio - que ibne Zafir chama o "rei da Armênia e Geórgia" - esteve compelido a prestar-lhe homenagem, render as cidades de Sassúnia e Culbe, e reconhecer sua suserania em Tadevã, próximo ao lago de Vã. Asócio continuou a governar sobre Taraunitis até sua morte no final do verão ou começo do outono de 967 (datado por alguns historiadores mais antigos como 966). Após sua morte, seus filhos Gregório e Pancrácio renderam seu principado aos bizantinos e entraram em serviço imperial, fundando a nobre família Taronita.